# トランプ・インターナショナル・ホテル・アンド・タワー (トロント)
ザ・セントレジス・トロント（英語: The St. Regis Toronto）は、カナダオンタリオ州トロントにあるホテルおよび超高層ビル。

## 概要

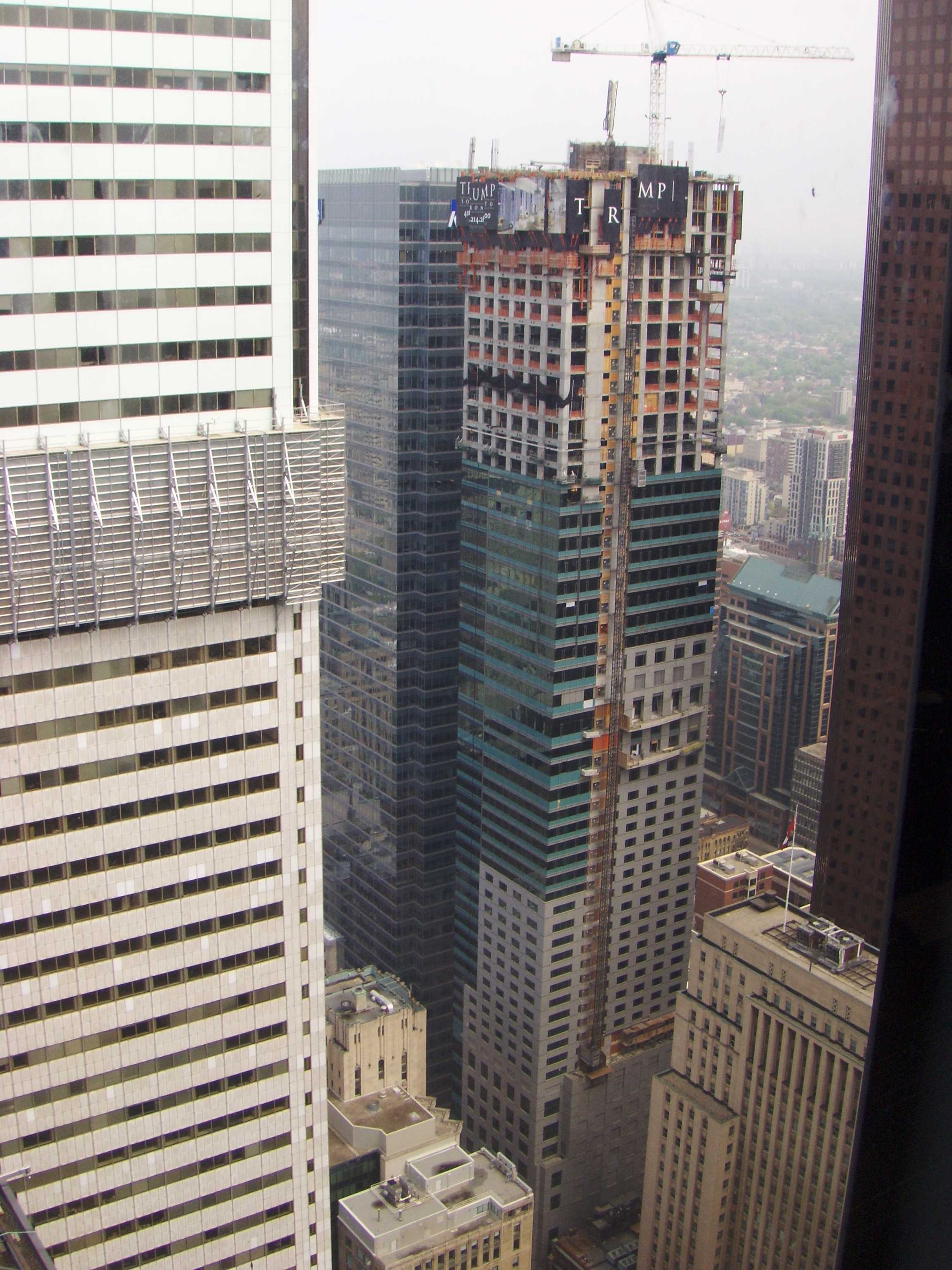
建設中

2007年8月に着工、2011年に完成し、2012年に開業した。57階建てで、高さは236.5m（アンテナ部は276.9m）。客室数は241室。トロントで2番目に高い建築物である。